# Бадамський сільський округ
Бада́мський сільський округ (каз. Бадам ауылдық округі, рос. Бадамский сельский округ) — адміністративна одиниця у складі Ордабасинського району Туркестанської області Казахстану. Адміністративний центр — село Бадам.
Населення — 14902 особи (2021; 12747 осіб (2009; 11074 у 1999, 9957 у 1989).
Станом на 1989 рік існувала Бадамська сільська рада (села Алтинтобе, Бадам, Карабастау, Кизилту, Кокбулак, Ордабаси, Панфілово, Перше Мая, селища Єспесай, Ітарка) у складі Ариського району. Села Алтинтобе та Кокбулак згідно з постановою уряду Казахстану № 1110 від 18 жовтня 2013 року з територією площею 60,70 км² були приєднані до складу міста Шимкент.

## Склад
До складу округу входять такі населені пункти:
| Населений пункт  | Колишні назви | Населення, осіб (1989) | Населення, осіб (1999) | Населення, осіб (2009) | Населення, осіб (2021) |
| ---------------- | ------------- | ---------------------- | ---------------------- | ---------------------- | ---------------------- |
| Акбулак, село    | Панфілово     | 1082                   | 1531                   | 1755                   | 1862                   |
| Бадам, село      | -             | 5305                   | 5012                   | 6709                   | 9486                   |
| Дербес, село     | Кизилту       | 1024                   | 1677                   | 1868                   | 1424                   |
| Єспесай, селище  | -             | 62                     | -                      | -                      | -                      |
| Ітарка, селище   | -             | 136                    | -                      | -                      | -                      |
| Карабастау, село | -             | 196                    | 184                    | 265                    | 276                    |
| Мамир, село      | Перше Мая     | 1020                   | 1462                   | 1012                   | 995                    |
| Ордабаси, село   | -             | 1132                   | 1208                   | 1129                   | 859                    |